# Lamborghini Reventón Roadster
De Reventón Roadster kwam in een oplage van minder dan twintig exemplaren op de markt. 'De meest extreme auto uit de geschiedenis van het merk', aldus Stephan Winkelmann, president en CEO van Lamborghini. De Reventón Coupé is eind 2007 gepresenteerd en was toen meteen uitverkocht.
Deze speciale oplage is gespoten in Reventón Grey, een nieuwe versie van de tint matgrijs. Het is een iets andere kleur dan op de Reventón Coupé. In het zonlicht geeft deze matte lak een uniek effect dankzij de metaaldeeltjes die erin zijn verwerkt.
De auto werd voor het eerst getoond op de IAA Frankfurt in september 2009.
Huidige modellen:
Huracán ·
Aventador ·
Urus
Uitvoeringen Lamborghini Gallardo:
Coupé ·
SE ·
Spyder ·
Superleggera ·
LP560-4 ·
LP560-4 Spyder ·
LP550-2 Valentino Balboni ·
LP570-4 Superleggera
Uitvoeringen Lamborghini Murciélago:
Coupé ·
Roadster ·
40th Anniversary ·
LP640 ·
LP640 Roadster ·
LP650-4 Roadster ·
LP670-4 SV ·
Reventón ·
Reventón Roadster
Oudere modellen:
350 GT · 
400 GT · 
Miura · 
Espada · 
Flying Star II · 
Islero · 
Jarama · 
Urraco · 
Countach · 
Silhouette · 
Jalpa · 
LM002 · 
Diablo · 
Murciélago ·
Gallardo
Concepten:
Alar ·
Asterion ·
Athon ·
Estoque ·
Sesto Elemento ·
Portofino